# Stipiturus mallee
Stipiturus mallee е вид птица от семейство Maluridae. Видът е застрашен от изчезване.

## Разпространение
Разпространен е в Австралия.